# 142857 (szám)
A szócikk címe technikai okok miatt pontatlan. A helyes cím: 142 857.
A 142 857 olyan páratlan szám, amelynek 2-vel, 3-mal, 4-gyel, 5-tel vagy 6-tal történő szorzata a számjegyek permutációja. Ha 7-tel szorozzuk meg, akkor az eredmény 999999 (1000000–1) lesz.
- 2·142857=285714
- 3·142857=428571
- 4·142857=571428
- 5·142857=714285
- 6·142857=857142
- 7·142857=999999

Ha a 142857-et 7-nél nagyobb számmal szorozzuk meg, akkor csak az utolsó 6 számjegyet nézve, és a százezernél nagyobb helyi értéken álló számjegyeket összeolvasva kapott számot hozzáadva a számhoz, az eredmény a fenti 7 szám egyike lesz.
Az ilyen számokat ciklikus számoknak vagy főnixszámoknak nevezik.